# Trogloneta cariacica
Trogloneta cariacica là một loài nhện trong họ Mysmenidae.
Loài này thuộc chi Trogloneta. Trogloneta cariacica được miêu tả năm 2008 bởi Antonio D. Brescovit & Lopardo.